# Íñigo Cervantes
Íñigo Cervantes Huegun García (Hondarribia, 30 de Novembro de 1989) é um tenista profissional espanhol.

## Finais ATP Tour

### Duplas: 1 (1-1)
| Legenda                           |
| --------------------------------- |
| Grand Slam (0–0)                  |
| ATP World Tour Finals (0–0)       |
| ATP World Tour Masters 1000 (0–0) |
| ATP World Tour 500 Series (0–0)   |
| ATP World Tour 250 Series (0–1)   |

| Títulos por piso |
| ---------------- |
| Duro (0–0)       |
| Saibro (0–1)     |
| Grama (0–0)      |
| Carpete (0–0)    |

| Resultado | N. | Data              | Torneio                 | Piso   | Parceiro      | Oponentes                         | Placar   |
| --------- | -- | ----------------- | ----------------------- | ------ | ------------- | --------------------------------- | -------- |
| Finalista | 1. | 14 Fevereiro 2016 | Buenos Aires, Argentina | Saibro | Paolo Lorenzi | Juan Sebastián Cabal Robert Farah | 3–6, 0–6 |

### Challengers e Futures

#### Simples 8 (5-3)
| Legenda           |
| ----------------- |
| Challengers (5-3) |
| Futures (0-0)     |

| Titulos por Piso |
| ---------------- |
| Duro (0-0)       |
| Saibro (5–2)     |
| Grama (0–0)      |
| Carpete (0–0)    |

| Resultado | No. | Data                   | Torneio                  | Piso   | Oponente                    | Placar             |
| --------- | --- | ---------------------- | ------------------------ | ------ | --------------------------- | ------------------ |
| Campeão   | 1.  | 27 de Julho de 2009    | Saransk, Rússia          | Saibro | Jonathan Dasnières de Veigy | 7–5, 6–4           |
| Campeão   | 2.  | 25 de Setembro de 2011 | Trnava, Eslováquia       | Saibro | Pavol Červenák              | 6–4, 7–6(7–3)      |
| Finalista | 1.  | 17 de Setembro de 2012 | Szczecin, Polônia        | Saibro | Victor Hanescu              | 4-6, 5-7           |
| Finalista | 2.  | 3 de Junho de 2014     | Furth, Alemanha          | Saibro | Tobias Kamke                | 3-6, 2-6           |
| Campeão   | 3.  | 3 de Maio de 2015      | Ostrava, República Checa | Saibro | Adam Pavlásek               | 7–6(7–5), 6–4      |
| Campeão   | 4.  | 25 de Maio de 2015     | Vicenza, Itália          | Saibro | John Millman                | 6–4, 6–2           |
| Campeão   | 5.  | 4 de Julho de 2015     | Marburg, Alemanha        | Saibro | Nils Langer                 | 2–6, 7–6(7–3), 6–3 |
| Finalista | 3.  | 9 de julho de 2016     | Braunschweig, Alemanha   | Saibro | Thomaz Bellucci             | 1–6, 6–1, 3–6      |

#### Duplas 3 (2-1)
| Legenda           |
| ----------------- |
| Challengers (2-1) |
| Futures (0-0)     |

| Titulos por Piso |
| ---------------- |
| Duro (0-0)       |
| Saibro (2–1)     |
| Grama (0–0)      |
| Carpete (0–0)    |

| Resultado | No. | Data                | Torneio             | Piso   | Parceiro          | Oponentes                             | Placar                |
| --------- | --- | ------------------- | ------------------- | ------ | ----------------- | ------------------------------------- | --------------------- |
| Campeão   | 2.  | 12 de Março de 2012 | Rabat, Marrocos     | Saibro | Federico Delbonis | Martin Klizan Stephane Robert         | 6-7(3-7), 6-1, [10-5] |
| Finalista | 1.  | 19 de Março de 2012 | Marrakech, Marrocos | Saibro | Federico Delbonis | Martin Klizan Daniel Munoz-De La Nava | 3-6, 6-1, [10-12]     |
| Campeão   | 2.  | 28 de Julho de 2014 | Cortina, Itália     | Saibro | Juan Lizariturry  | Hsin-Han Lee Vahid Mirzadeh           | 7-5, 3-6, [10-8]      |